# Paul Hennequin
Paul Hennequin (Bordeaux, 9 december 2002) is een Frans wielrenner die anno 2025 rijdt bij Euskaltel-Euskadi.

## Carrière
In 2021 won Hennequin de slotrit en het jongerenklassement in de Ronde van Kosovo. In het algemeen klassement eindigde hij, op meer dan een minuut van winnaar (en ploeggenoot) Tristan Delacroix, op de vijfde plek. In het voorjaar van 2022 nam hij onder meer deel aan Parijs-Camembert, de Vierdaagse van Duinkerke en de Grand Prix du Morbihan. In die laatste wedstrijd, een eendagskoers, maakte hij deel uit van de vroege vlucht. Aan het eind van de dag mocht hij het podium om, aangezien hij onderweg de meeste punten had verzameld in de tussensprints. In maart 2023 eindigde Hennequin in zeven van de negen etappes in de Ronde van Algerije in de top tien. Hoewel hij geen etappezege wist te behalen, schreef hij toch het eindklassement op zijn naam. Een jaar later werd hij tiende in La Roue Tourangelle.
In 2025 werd Hennequin prof bij Euskaltel-Euskadi. Zijn debuut voor de ploeg maakte hij in de GP La Marseillaise. Na enkele eendagskoersen in Frankrijk, Spanje en België behaalde hij in maart zijn eerste profzege door de slotrit in de Ronde van Taiwan te winnen. Het puntenklassement van de vijfdaagse koers schreef hij, met een voorsprong van vier punten op Itamar Einhorn, ook op zijn naam.

## Overwinningen
2021
3e etappe Ronde van Kosovo
Jongerenklassement Ronde van Kosovo
2023
Eind- en jongerenklassement Ronde van Algerije
2024
3e etappe Ronde van Marokko
Puntenklassement Ronde van Marokko
2025
5e etappe Ronde van Taiwan
Puntenklassement Ronde van Taiwan
Bergklassement Vierdaagse van Duinkerke

## Ploegen
- 2022 –  Nice Métropole Côte d'Azur
- 2023 –  Nice Métropole Côte d'Azur
- 2024 –  Nice Métropole Côte d'Azur
- 2025 –  Euskaltel-Euskadi

Couanon · Crommelinck · Girard · Hennequin · Knecht · Konijn · Le Ny · Léonien · Mifsud · Narbonne Zucarelli